# Henri de Nogaret de La Valette

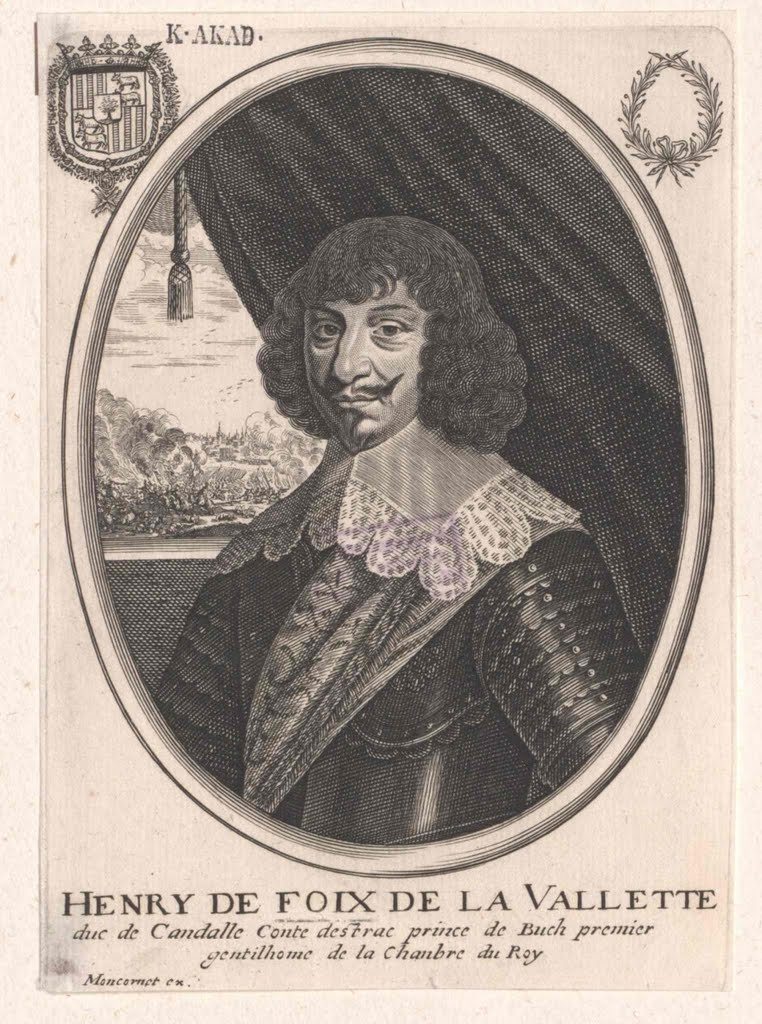
Henri de Foix de la Valette, duc de Candalle, Gravur von Balthasar Moncornet, 17. Jahrhundert

Henri de Nogaret de La Valette (* 1591; † 11. Februar 1639 in Casale) genannt de Foix-Candale, Comte und später Duc de Candale, Captal de Buch, Duc d‘Halluin, Pair de France, aus der Familie Nogaret de La Valette, war ein französischer Adliger und Militär, der einen großen Teil seine Karriere in florentinischen, venezianischen und niederländischen Diensten verbrachte.

## Leben
Henri de Nogaret war der älteste Sohn von Jean Louis de Nogaret de La Valette, Duc d’Épernon, Pair de France (1554–1642), und Marguerite de Foix (um 1567–1593), Comtesse de Candale et d’Astarac, und war in seiner Jugend als Comte de Candale bekannt. Bereits als Fünfjähriger, am 17. September 1596, wurde er – en survivance seines Vaters – zum Gouverneur und Lieutenant-général in Angoumois, Saintonge und Aunis ernannt, was am 23. Mai 1597 im Parlement de Paris registriert wurde.
Am 18. Februar 1611 wurde er im Parlement de Paris als Duc d‘Halluin und Pair de France bestätigt (und nahm daraufhin den Namen Duc de Candale an), nachdem er im gleichen Monat Anne (alias Suzanne) de Halewijn, Marquise de Piennes, Duchesse d’Halluin (Erhebung 1611), Marquise de Maignelais (* 1591; † November 1641 in Paris), Tochter und Erbin von Florimond van Halewijn, Marquis de Piennes et de Maignelais, und Claude Marguerite de Gondi, Enkelin von Charles de Hallwin (1540–1591), geheiratet hatte. Nachdem das Paar sich zerstritten hatte, wurde die Ehe im gegenseitigen Einvernehmen für ungültig erklärt; Anne d‘Halluin heiratete 1620 Charles de Schomberg, Marquis d’Épinay, den späteren (1637) Marschall von Frankreich.
1612 entfremdete er sich von seinem Vater und begab sich an den Hof des Kaisers. 1613 bot er Cosimo II. de’ Medici Großherzog der Toskana, der eine Flotte gegen die Osmanen ausrüstete, seine Dienste an, wurde angenommen und stach am 2. April in Civitavecchia mit einer Flotte in See, mit der ihm im Mai die Eroberung der Hafenstadt Agliman gelang, die danach geplündert und zerstört wurde.
Im Jahr 1614 wurde Candale, der nach Frankreich zurückgekehrt war, zum Premier Gentilhomme de la Chambre du Roi ernannt. Am 24. April 1614 wurde er als Pair in das Parlement de Paris aufgenommen. Einige Monate später schlug er sich auf die Seite der aufständischen Fürsten, schien sogar den Calvinismus anzunehmen, und ließ sich im Jahr 1615 auf der Versammlung der Calvinisten in Nîmes zum Général des Cévennes ernennen, kehrte aber wenig später zum Katholizismus und ins Lager der Königs Ludwig XIII. zurück.
Als 1621 nach dem Zwölfjährigen Waffenstillstand der Krieg zwischen Spanien und den Niederlanden wieder aufflammte, diente er unter dem Prinzen Moritz von Oranien, dem General der Niederländer, als Oberst eines Infanterieregiments. Am 2. August 1622 griff er in die Belagerung von Bergen op Zoom ein, das von Ambrosio Spinola eingeschlossen war. In dieser Zeit trat er als Lieutenant-général (en survivance) von Angoumois, Saintonge und Aunis zurück.
Im Jahr 1624 befehligte er die Truppen der Republik Venedig im Veltlin (siehe Bündner Wirren – Die erste französische Intervention 1624).
Während des Mantuanischen Erbfolgekriegs (1628–1631) wurde er zum Oberbefehlshaber des verbündeten französisch-venezianischen Heeres ernannt, das sich in Valeggio sul Mincio versammelt hatte, um die kaiserliche Belagerung Mantuas zu beenden und die belagerte und ausgehungerte Stadt zu befreien. Die Operationen zur Befreiung Mantuas waren jedoch katastrophal erfolglos, und am 29. Mai 1630 wurden die französisch-venezianischen Verbündeten in der Schlacht bei Villabuona vom österreichisch-italienischen General Matthias Gallas vernichtend geschlagen.
Am 14. Mai 1633 wurde er zum Ritter im Orden vom Heiligen Geist ernannt. Verärgert darüber, dass er nicht zum Marschall von Frankreich ernannt wurde, und verbittert über Kardinal Richelieu, kehrte er nach Venedig zurück und wurde dort zum Generalissimus der venezianischen Armeen ernannt. Nachdem sein Bruder, der Kardinal de la Valette, eine Aussöhnung mit Kardinal Richelieu herbeigeführt hatte, kehrte Candale nach Frankreich zurück. Mit Auftrag vom 8. September 1634 stellte er ein Infanterieregiment seines Namens auf, das 1635 bereits wieder aufgelöst wurde. Am 1. Dezember 1636 ernannte König Ludwig XIII. ihn zum Lieutenant-général de l‘armée de Guyenne unter dem Duc d‘Épernon, seinem Vater, und dem Duc de La Valette, seinem Bruder. Am 9. April 1637 wurde er zum kommandierenden Lieutenant-général der Picardie-Armee unter dem Kardinal de la Valette, ebenfalls ein Bruder, ernannt.
Mit Vollmacht vom 9. April 1638 wurde er unter seinem Bruder Bernard, dem Kardinal, zum kommandierenden Lieutenant-général der Italien-Armee ernannt; dieses Kommando hatte er bis zu seinem Tod am 11. Februar 1639 in Casale inne. Henri de Nogaret wurde 48 Jahre alt.
Henri de Nogaret gilt aus seiner Liaison mit Marguerite de Béthune (1595–1660), die mit Henri II. de Rohan (1579–1638) verheiratet war, als Vater von Tancrède de Rohan (* 1630), für den die Mutter nach dem Tod seines rechtlichen Vaters vergebens versuchte, dessen Erbe zu sichern.